# غريغ ووكر (سياسي)
غريغ ووكر (بالإنجليزية: Greg Walker)‏ هو سياسي أمريكي، ولد في 1 ديسمبر 1963 في كولومبوس في الولايات المتحدة. نشط حزبياً في الحزب الجمهوري. وقد انتخب عضو مجلس ولاية إنديانا.